# مارتن ماكدونالد
مارتن ماكدونالد هو موزع كندي، ولد في 14 يونيو 1977 في سيدني ‏ في كندا.

## وصلات خارجية
- مارتن ماكدونالد على موقع ميوزك برينز (الإنجليزية)